# Святилище Іцукусіма
Святи́лище Іцукусі́ма (яп. 厳島神社, いつくしまじんじゃ, МФА: [it͡su̥kuɕima d͡ʑind͡ʑa]) — синтоїстське святилище у місті Хацукаїті префектури Хіросіма, в Японії. Розташоване на острові Іцукусіма, відомішому як Міядзіма, у Внутрішньому Японському морі. Об'єкт Світової спадщини ЮНЕСКО з 1996 року. Національний скарб Японії.

## Історія

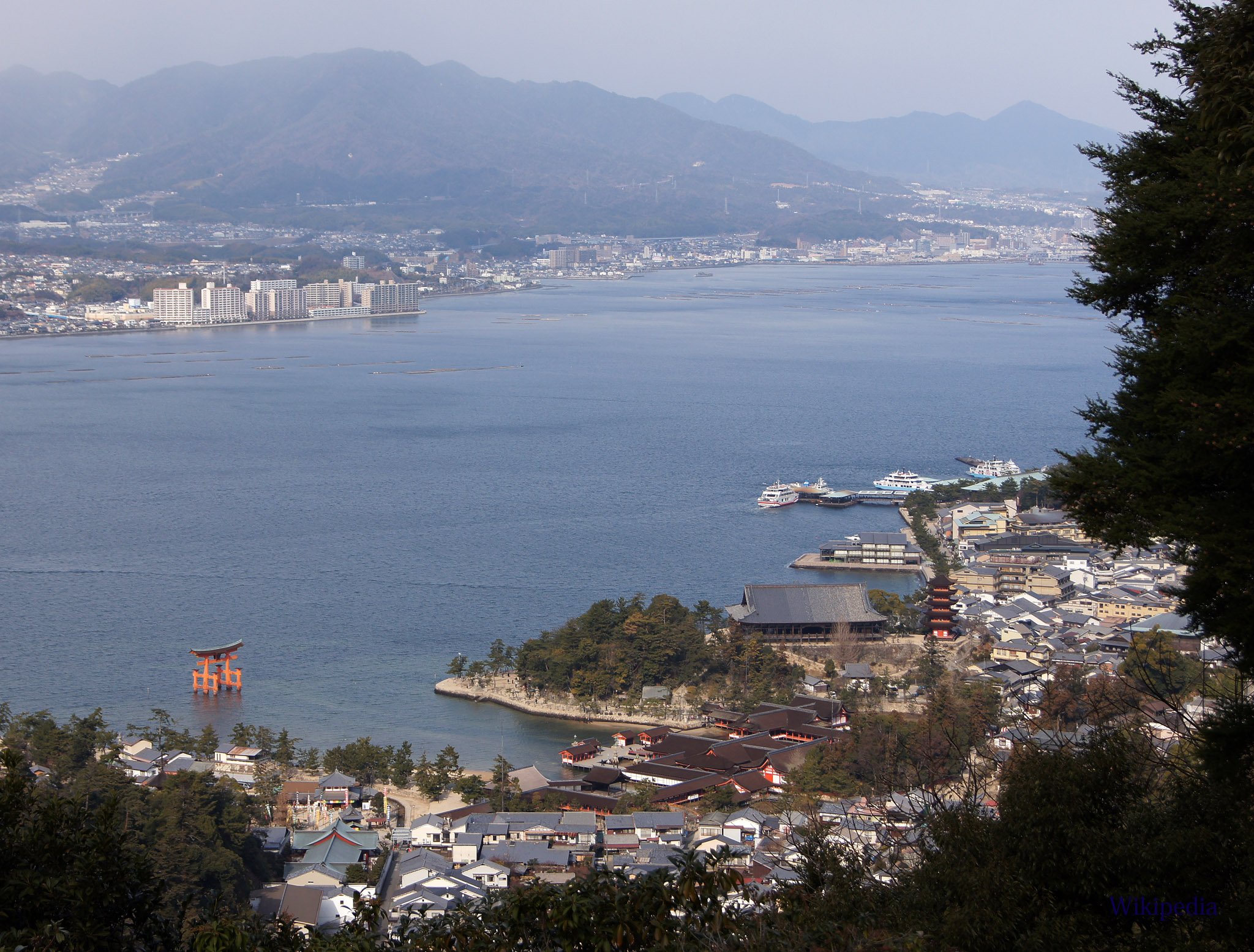
Святилище Іцукусіма з гори Місен.

За переказом, у 593 році за наказом імператриці Суйко закладено святилище на острові Іцукусіма для вшанування трьох богинь моря і торгівлі — Таґірі Хіме, Ітікісіма Хіме та Таґіцу Хіме. Його збудував володар провінції Акі Саекі но Курамото. Його нащадки стали пожиттєвими священиками цього святилища.
У 1168 році святилище Іцукушіма пишно перебудували за наказом самурайського лідера Тайра но Кійоморі у зв'язку з його планами розбудови торговельної інфраструктури Внутрішнього Японського моря. Зведено два «божественні палаци», симетрично розташовані один навпроти одного, та велетенські 16-метрові ворота-торії перед ними. Святилище розміщено на помості біля морського берега в такий спосіб, що під час припливу споруда виглядала плаваючою на воді. Завдяки перебудові Тайра но Кійоморі, святилище Іцукусіма стало головним святилищем провінції Акі, перейнявши лідерство у старовинного святилища роду Саекі, Хаятані дзіндзя.

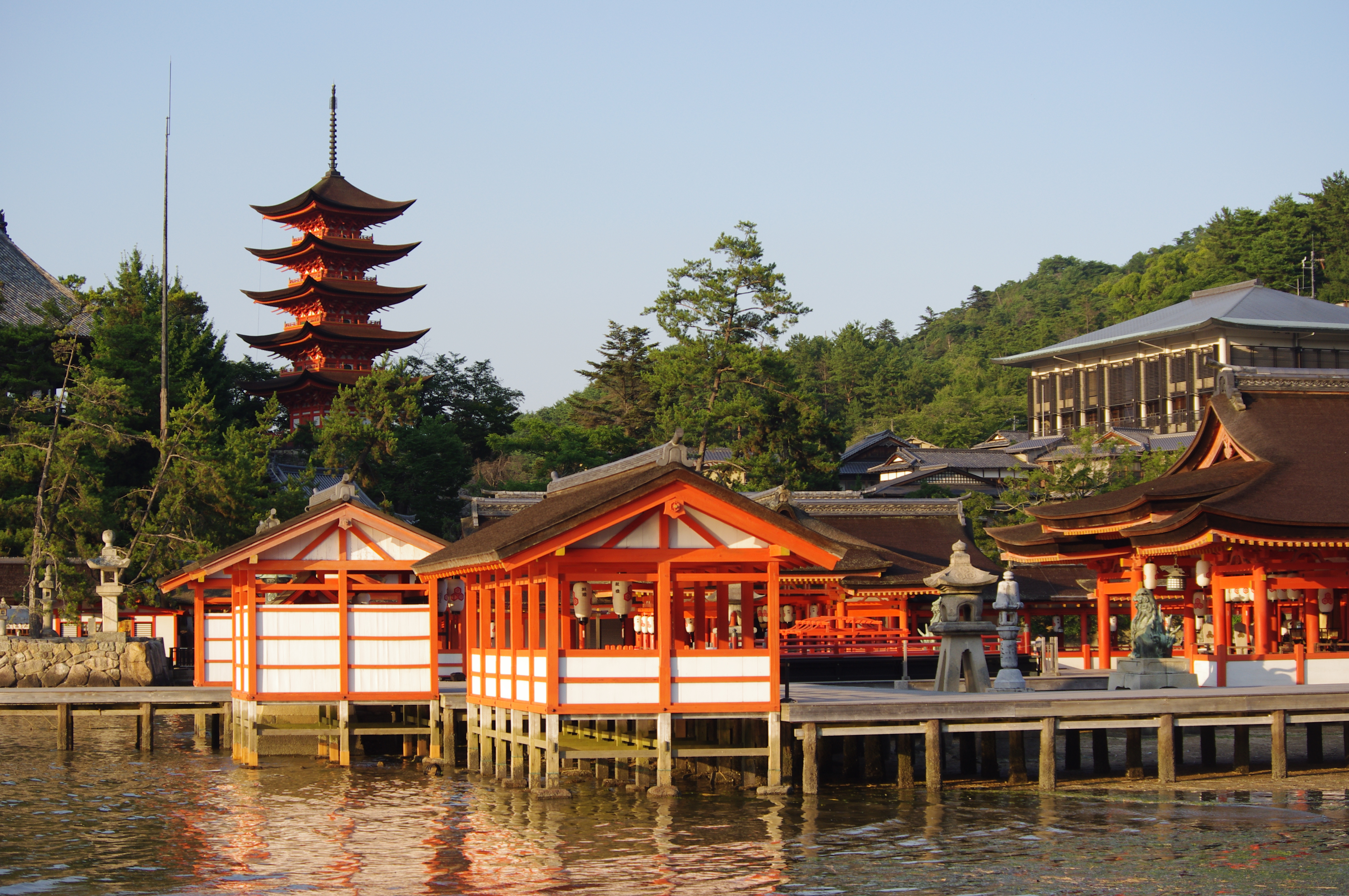
Галереї правого крила святилища Іцукусіма.

Сучасного вигляду святилище Іцукусіма набуло в 14—16 століттях. Його патронами були могутні місцеві роди Оуті та Морі, які доклали чимало зусиль на ремонти та пожертви. Святилище-дзіндзя отримало центральний головний «палац» для поклоніння трьом божествам та довгу зигзагоподібну галерею. Для нагляду за святилищем поруч споруджено буддистський храм. Наприкінці 16 століття за наказом Тойотомі Хідейосі при святилищі зведено сцену для проведення вистав театру но.
У період Едо (1603–1867) Іцукусіма стало місцем масового паломництва прочан з усієї країни. Воно перетворилося на символ провінції Акі та Хіросіми. Святилище і прилеглі краєвиди були зараховані до «трьох найпрекрасніших пейзажів Японії».
За свою 1400-літню історію святилище Іцукусіма зазнавало шість великих перебудов. Остання відбулася 1875 року. Відремонтовано ворота торії, які стоять по цей час. У 2004 році святилище сильно пошкодив тайфун, але ремонтні роботи завершили за рік.

## Споруди
Архітектурний ансамбль святилища є зразком аристократичної палацової архітектури 12—14 століть. Головною будівлею є зала-палац для поклоніння богам-камі, розташована в центрі. Обабіч — Г-подібні коридори-галереї, які ведуть до центральної будівлі. За 70—90 м від неї розташовані великі ворота торії. Саме святилище стоїть на палях для захисту від припливної морської води. Ворота торії не мають міцного кріплення, а стоять непорушно в морі винятково завдяки своїй вазі.
До 20-го століття ті, хто бажав відвідати храм, переправлялися на човнах до острова, пропливаючи через ворота. Однак нині цю практику припинено, більшість туристів входять до святилища через лівий коридор-галерею.
На північний схід від святилища Іцукусіма знаходиться музей-скарбниця, в якому виставлено напоказ національні скарби та інші дорогоцінності Японії.

## Галерея

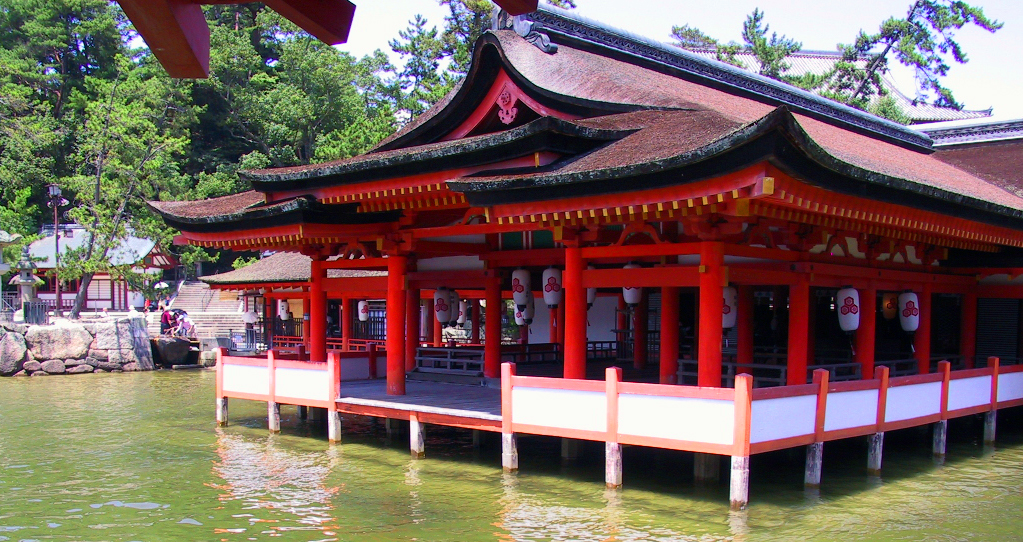
Будівлі на воді
Емблема святилища
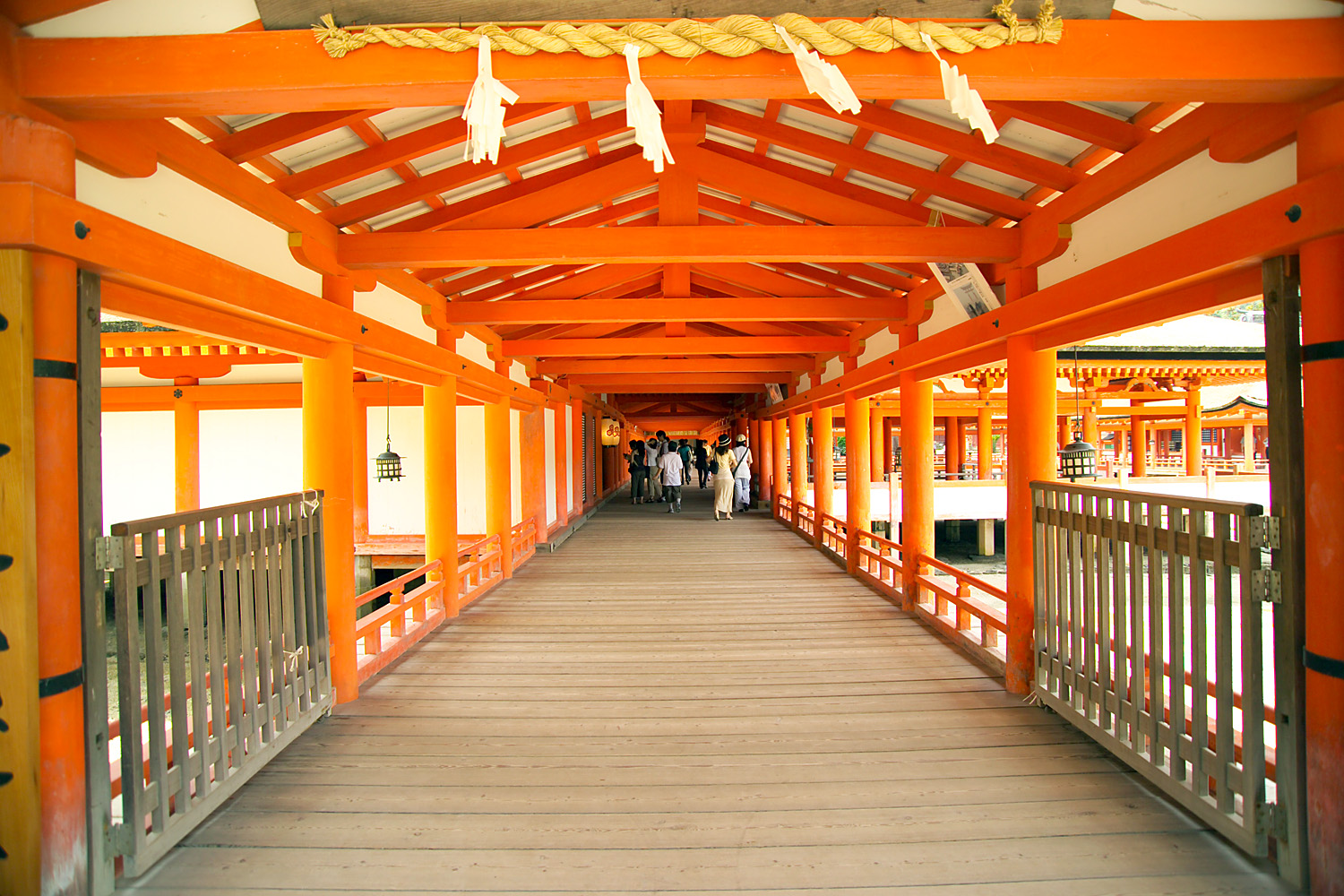
Галереї святилища
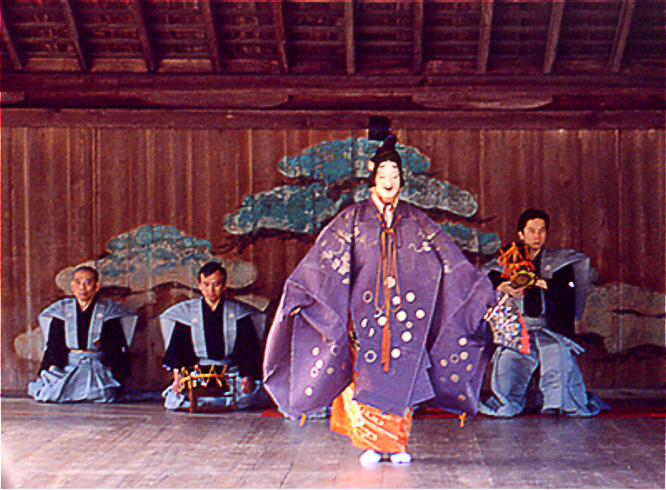
Вистава театру но у святилищі
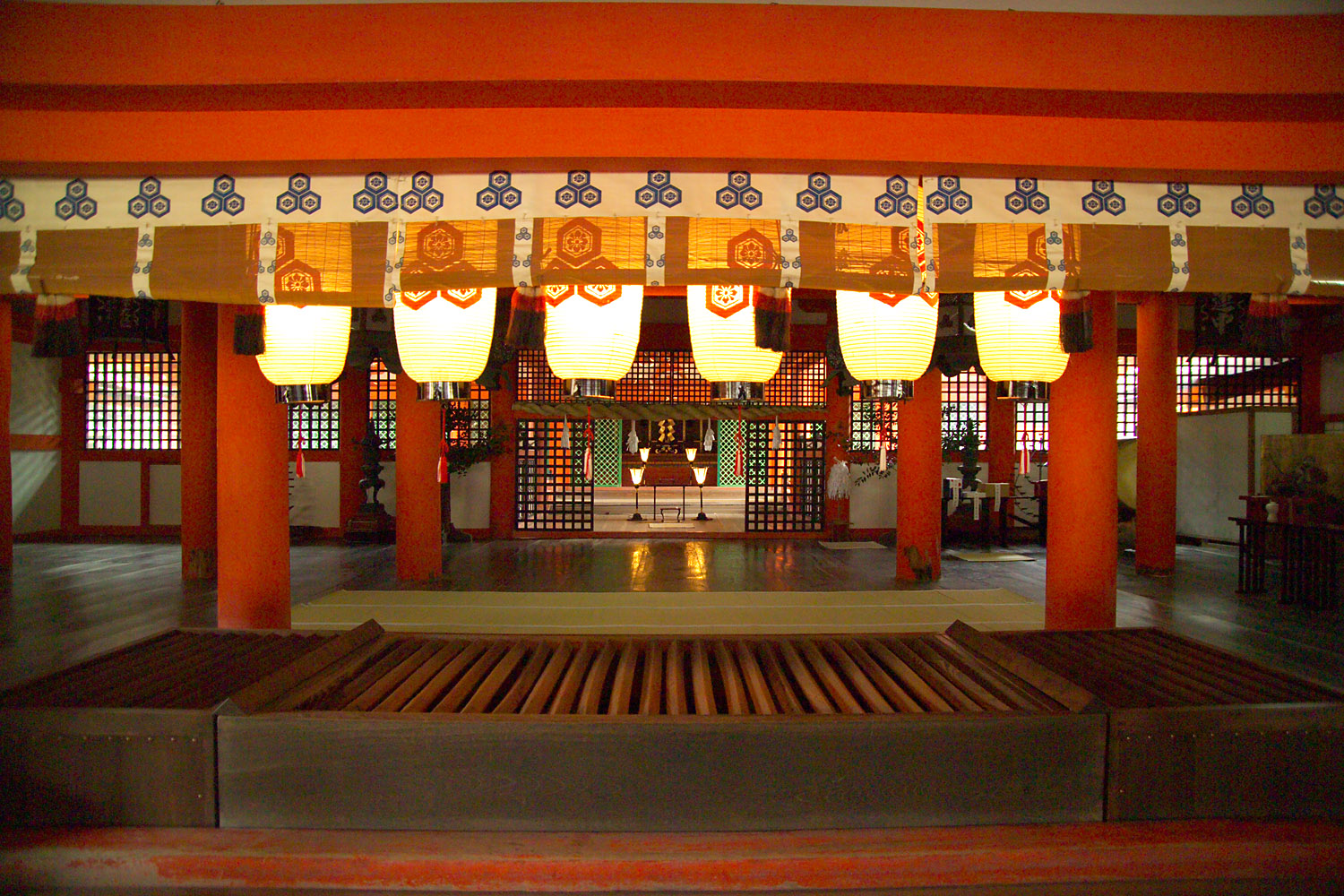
Вівтарна частина.
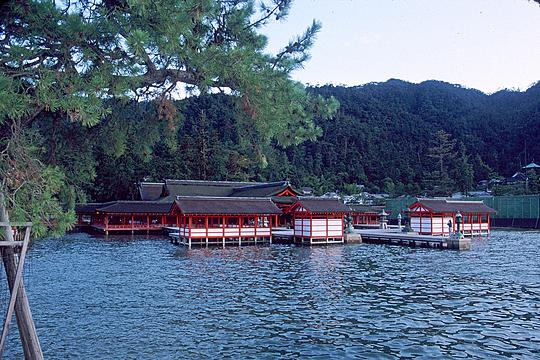